# John Cassidy (artiste)
Pour les articles homonymes, voir John Cassidy (homonymie) et Cassidy.

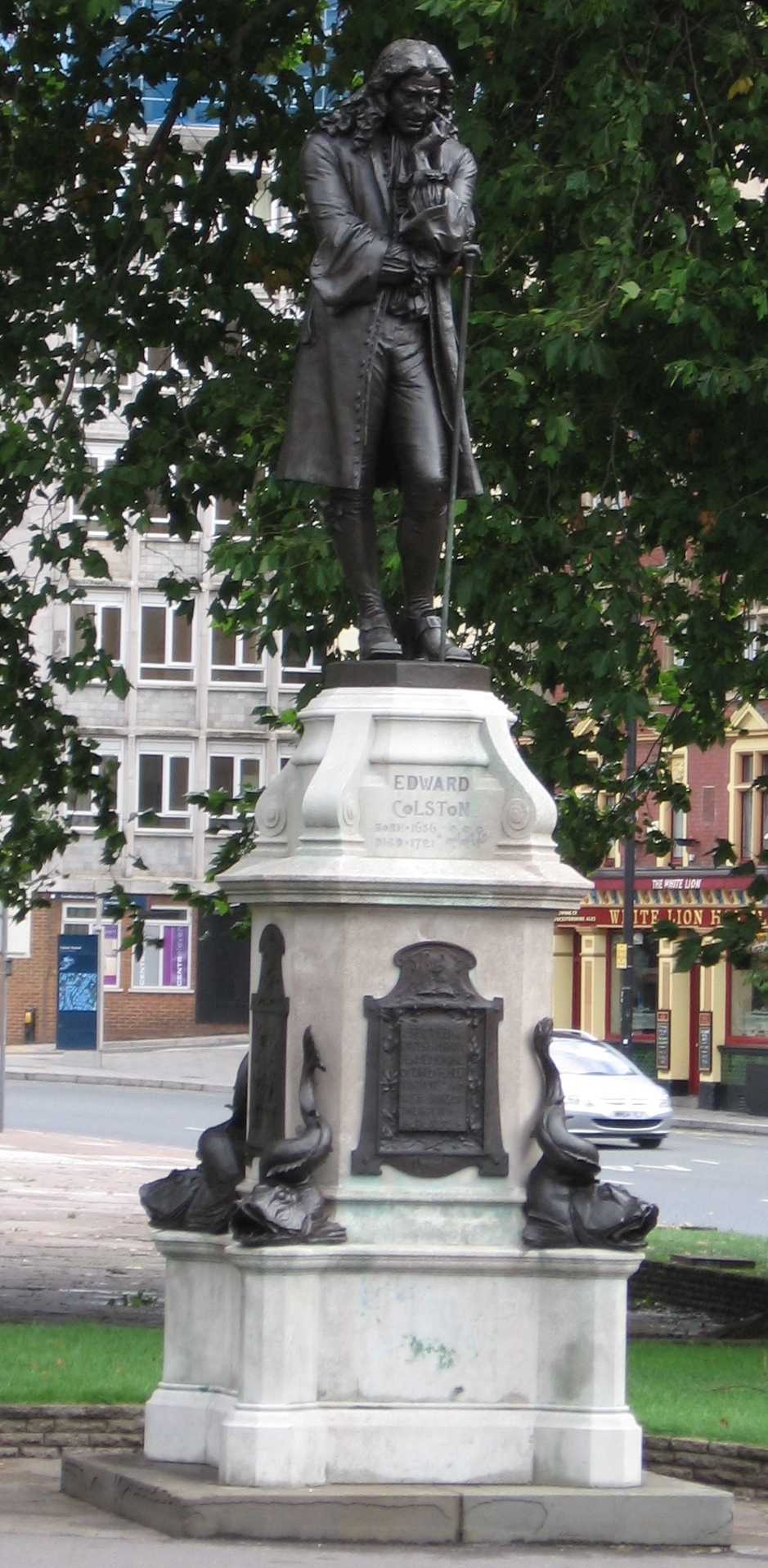
Statue d'Edward Colston par Cassidy, The Centre, Bristol, Angleterre, 2006, démolie et poussée dans le port de Bristol en juin 2020

John Cassidy (1er janvier 1860 - 19 juillet 1939) était un sculpteur et peintre irlandais renommé, ayant exercé principalement à Manchester, en Angleterre. Sa carrière artistique prolifique fut marquée par la création de nombreuses sculptures publiques emblématiques.

## Biographie

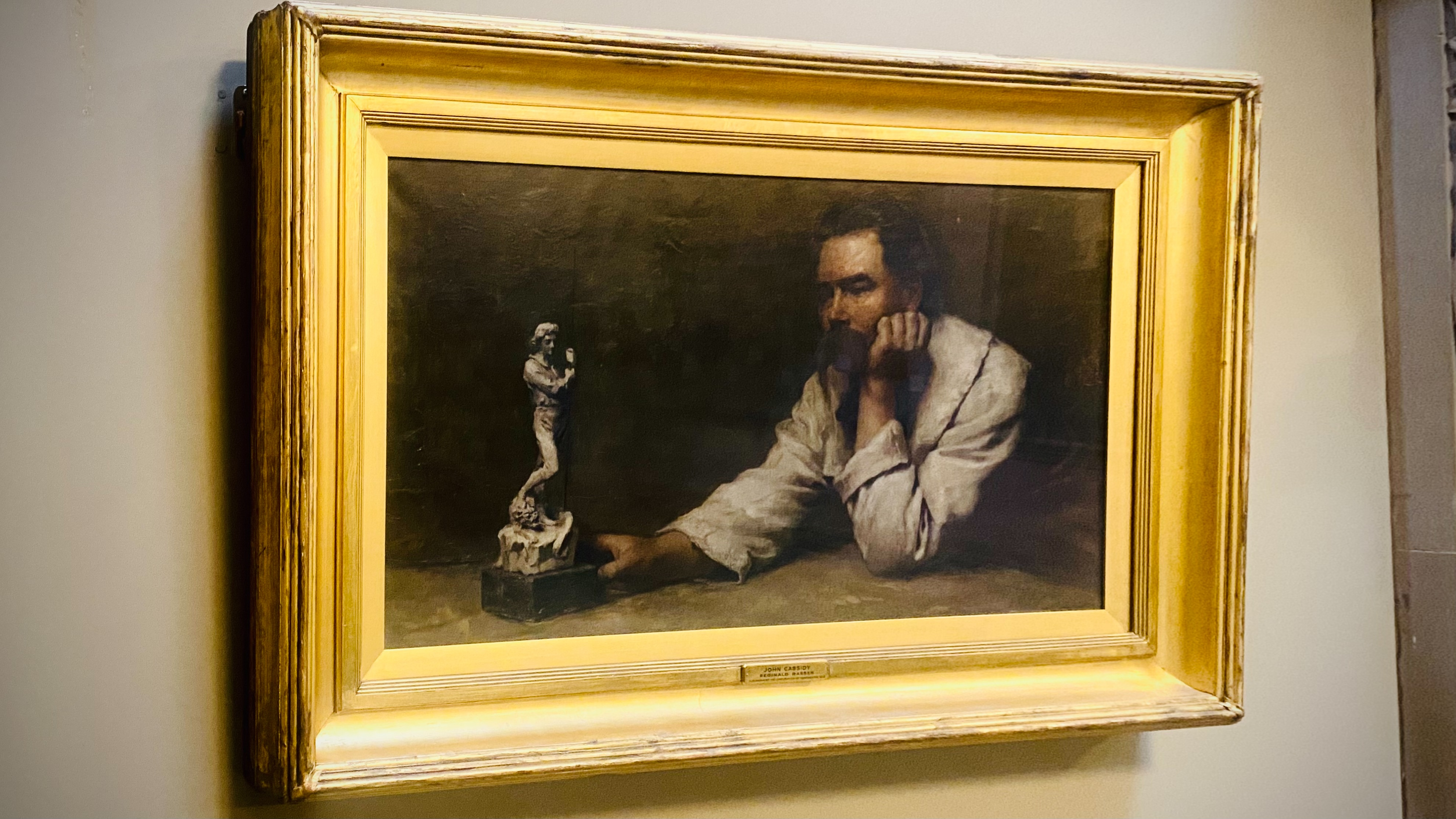
Portrait de 1910 de John Cassidy par Reginald Barber à la Manchester Art Gallery

Cassidy est né le 1er janvier 1860 dans le townland de Littlewood Commons, à Slane, dans le comté de Meath, en Irlande. À l'âge de 20 ans, il déménage à Dublin à la recherche d'opportunités professionnelles. Là-bas, il suit des cours d'art le soir et obtient une bourse pour poursuivre ses études à Milan, en Italie. Après deux ans passés à Milan, il s'installe à Manchester, en Angleterre, où il passe le reste de sa vie. En 1883, il étudie à la Manchester School of Art avant d'y enseigner en 1887.
Cassidy a réalisé de nombreuses sculptures publiques, notamment des monuments aux morts, et a exposé ses œuvres à la Royal Academy, à la Royal Hibernian Academy et à la Manchester City Art Gallery. Pendant un certain temps, il a été assisté dans ses ateliers par John Ashton Floyd, un sculpteur local. Pour la plupart de sa carrière, son studio était situé à Lincoln Grove, à Chorlton-on-Medlock.

## Travaux
L'ensemble des œuvres de Cassidy était principalement constitué de monuments commémoratifs et de statues.
En 1894, la philanthrope Enriqueta Rylands a commandé à Cassidy une statue de son défunt mari, le fabricant de textiles John Rylands. Cette statue a été installée dans la salle de lecture de la John Rylands Library à Manchester, une bibliothèque qu'elle avait fondée en mémoire de son mari ,. Les partisans de la bibliothèque ont ensuite sollicité Cassidy pour sculpter une statue d'Enriqueta elle-même, qui a été dévoilée en 1907. Ces deux statues se trouvent toujours aujourd'hui à chaque extrémité de la salle de lecture de la bibliothèque, qui fait désormais partie de la bibliothèque universitaire de Manchester. En outre, la bibliothèque abrite un groupe sculpté de trois personnages représentant la théologie, inspirant la science et l'art, réalisé par Cassidy en 1898.
En 1896, le conseil municipal de Manchester a mandaté Cassidy pour concevoir une grande fontaine ornementale destinée à Albert Square, à Manchester, afin de célébrer le jubilé de diamant de la reine Victoria. La fontaine hexagonale du jubilé a été érigée sur la place jusqu'aux années 1920, avant d'être déplacée à Heaton Park. En 1997, lors des travaux de rénovation et de la transformation d'Albert Square en zone piétonne, la fontaine a été restaurée à son emplacement d'origine.
Une autre œuvre remarquable à Manchester est une sculpture en bronze de 1907 intitulée Adrift, représentant une famille s'accrochant à un radeau dans une mer déchaînée, montrant l'influence du mouvement New Sculpture. Exposée à la New Gallery de Londres, elle a ensuite été offerte par James Gresham, industriel et collectionneur d'art de Manchester, à la Manchester Corporation. Celle-ci l'a utilisée comme pièce maîtresse des nouveaux jardins ornementaux de Piccadilly, aménagés vers 1930. En 1953, la sculpture a été remplacée par une fontaine et déplacée. Adrift se trouve désormais devant la Manchester Central Library, à St Peter's Square.
Un monument public de Bristol, commandé en 1895 à Cassidy, a été mis en évidence en 2020. La statue d'Edward Colston de Cassidy a été érigée dans le quartier connu aujourd'hui sous le nom de The Centre pour célébrer la philanthropie du marchand Edward Colston, mais elle a fini par être considérée comme controversée en raison de l'implication de Colston dans la traite négrière atlantique. Le 7 juin 2020, la statue de Colston a été arrachée de son socle par des manifestants de Black Lives Matter et jetée dans le port de Bristol. À partir de juin 2021, la statue a été exposée au musée M Shed de Bristol, endommagée et défigurée.
La plupart des œuvres de Cassidy qui ont survécu sont conservées dans le district de Manchester, tandis que d'autres, de taille plus modeste, sont entreposées dans des collections privées .

### Sélection d'œuvres
Les œuvres de John Cassidy incluent ,:
- À la dérive, Manchester
- Mémorial de guerre de Clayton-le-Moors
- Monument Duthie, parc Duthie, Aberdeen
- Mémorial John Kay, Bury, Grand Manchester
- Fontaine du Jubilé, Albert Square, Manchester
- Statue de Sir Benjamin Alfred Dobson, Bolton
- Statue d'Edward Colston, Bristol
- Statue d'Édouard VII, Manchester
- Statue d' Enriqueta Rylands, Bibliothèque John Rylands, Manchester
- Statue de John Rylands, Bibliothèque John Rylands, Manchester
- Buste de Harry Houdini

Au lendemain de la Première Guerre mondiale, Cassidy reçut la mission importante de sculpter plusieurs monuments aux morts pour des villes britanniques, dont Eccles, Heaton Chapel / Heaton Moor, Skipton, Stourbridge et Colwyn Bay.

## Mort et héritage
À la fin de sa vie, Cassidy résidait à Fallowfield, dans le sud de Manchester, au 10 Albion Road. Souffrant de problèmes de santé, il fut admis à l'hôpital St Joseph à Whalley Range. Malgré son état, Cassidy poursuivit sa passion pour la sculpture, travaillant sur un buste du pape Pie XII jusqu'à son décès survenu le 19 juillet 1939, à l'âge de 79 ans. Il fut inhumé dans la section catholique du cimetière sud de Manchester, où sa pierre tombale porte l'inscription suivante : «Ses mains ont façonné la beauté qu'il a contemplée» ,.
Beaucoup de ses sculptures publiques sont encore aujourd'hui exposées dans les villes du Royaume-Uni. Un portrait de John Cassidy datant de 1900 par Reginald Barber fait partie de la collection de la Manchester Art Gallery.